# Neder-Lausitzs voetbalkampioenschap 1905/06
In 1905/06 werd het derde Neder-Lausitzs voetbalkampioenschap gespeeld, dat georganiseerd werd door de Neder-Lausitzse voetbalbond. 
Brandenburg Cottbus werd kampioen en speelde tegen de Breslause kampioen een finale voor een ticket voor de eindronde om de Duitse landstitel. De club werd verslagen door SC Schlesien Breslau.
Op 12 augustus 1906 werd de Neder-Lausitzse voetbalbond opgeheven en ging op in de Zuidoost-Duitse voetbalbond.

## 1. Klasse
| Plaats | Club                        | Wed. | W | G | V | Saldo | Ptn  |
| ------ | --------------------------- | ---- | - | - | - | ----- | ---- |
| 1.     | FV Brandenburg 1899 Cottbus | 10   | 9 | 1 | 0 | 17:4  | 19:1 |
| 2.     | FC Viktoria Forst           | 10   | 6 | 3 | 1 | 20:11 | 15:5 |
| 3.     | SC Alemannia Cottbus        | 10   | 5 | 1 | 4 | 15:27 | 11:9 |
| 4.     | TuFC Britannia Cottbus      | 10   | 3 | 1 | 6 | 10:24 | 7:13 |
| 5.     | SC Vorwärts 02 Forst        | 10   | 3 | 0 | 7 | 1:17  | 6:14 |
| 6.     | SC Viktoria 1897 Cottbus    | 10   | 1 | 0 | 9 | 21:11 | 2:18 |

|  | Kampioen   |
|  | Degradatie |

## 2. Klasse
| Plaats | Club                       | Wed. | W | G | V | Saldo | Ptn   |
| ------ | -------------------------- | ---- | - | - | - | ----- | ----- |
| 1.     | FC Askania 1901 Forst      | 3    | 3 | 0 | 0 | 12:03 | 06:00 |
| 2.     | FC Deutschland 1901 Forst  | 3    | 2 | 0 | 1 | 11:09 | 04:02 |
| 3.     | SC Union 1905 Cottbus      | 2    | 1 | 0 | 1 | 05:05 | 02:02 |
| 4.     | FC Amicitia 1900 Forst     | 3    | 1 | 0 | 2 | 09:11 | 02:04 |
| 5.     | FC Hohenzollern 1901 Forst | 3    | 0 | 0 | 3 | 05:14 | 00:06 |

|  | Kampioen, promotie naar 1. Klasse |